# Karlovy Vary
Carlsbad
Pour les articles homonymes, voir Carlsbad et Vary.
Karlovy Vary () ou Carlsbad,,, (en allemand : Karlsbad) est une ville et une station thermale de la Tchéquie et le chef-lieu de la région de Karlovy Vary. Sa population s'élevait à 49 073 habitants en 2025. La ville doit son nom à l'empereur Charles IV, qui lui a accordé le privilège de ville royale en 1370. Elle est célèbre pour ses sources d'eau chaude (12 sources principales et environ 300 secondaires), la plus grande et la plus chaude (73 °C) étant Vřídlo (en allemand : der Sprudel) et pour sa rivière à eau chaude, la Teplá qui se jette dans l'Ohře à cet endroit.
La ville est peut-être mieux connue aujourd'hui pour son festival de cinéma international. C'est à Karlovy Vary qu'est produite et mise en bouteille la fameuse liqueur Karlovarská Becherovka.
En 2021, la ville a été inscrite par l’UNESCO au patrimoine mondial de l’humanité sous le nom de « Grandes villes thermales d’Europe » en raison de ses stations thermales et de son architecture du XVIIIe siècle au XXe siècle.

## Géographie
Karlovy Vary est située dans la partie occidentale de la Tchéquie, à 66 km au nord-ouest de Plzeň, à 110 km au sud-ouest de Dresde et à 114 km à l'ouest de Prague.

### Localités
| Nom                     | Population (2013) |
| ----------------------- | ----------------- |
| Bohatice                | 2235              |
| Cihelny                 | 17                |
| Čankov                  | 130               |
| Doubí                   | 2026              |
| Drahovice               | 6927              |
| Dvory                   | 1938              |
| Hůrky                   | 186               |
| Karlovy Vary - Carlsbad | 13031             |
| Olšová Vrata            | 464               |
| Počerny                 | 298               |
| Rosnice                 | 164               |
| Rybáře                  | 9831              |
| Sedlec                  | 508               |
| Stará Role              | 7789              |
| Tašovice                | 850               |
| Total de la commune     | 46395             |

## Histoire
La légende de la ville raconte que le roi de Bohême et empereur Charles IV chassait un cerf dans la grande forêt des alentours. Acculé au bord d'une falaise, l'animal choisit de sauter dans le vide pour échapper aux chasseurs. À l'endroit où il fit son ultime bond jaillit une source thermale qui aurait soigné le chien blessé de Charles IV. Celui-ci s'aperçut ainsi de la richesse de la vallée et décida d'y fonder une ville.
Charles IV accorda une charte à la ville le 14 août 1370, qui prit à cette date le nom de son souverain. On utilisa d'abord les sources thermales pour les établissements de bains, puis au XVIe siècle pour débiter une eau minérale. Les premières concessions de sources furent consignées par écrit en 1522.
Au XVIe siècle, le médecin Vaclav Payer préconise l'absorption de cinquante tasses d'eau thermale par jour.
Le 9 mai 1582, la ville fut inondée par une crue de la rivière Teplá, et, le 13 août 1604, elle disparut presque entièrement dans un incendie. Largement endommagée au cours de la Guerre de Trente Ans, Carlsbad ne se reconstruisit que très lentement. En 1707, l'empereur Joseph Ier lui accorda tous les privilèges d'une « Ville d'Empire ». Les droits sur les bains furent institués à l'occasion de la visite du tsar Pierre Ier de Russie en 1711 et 1712 (le belvédère porte son nom). La première institution municipale de cure thermale fut édifiée cette même année 1711. Un nouvel incendie en 1759 détruisit à nouveau près de la moitié de la ville. L'intérêt des cures thermales fut établi scientifiquement par les travaux du Dr. David Becher, auteur d'un traité sur l'institution des bains de Carlsbad où il montrait l'intérêt des sels minéraux dans l'eau thermale. L'État autrichien introduisit en 1795 un impôt particulier sur les cures thermales (Kurtaxe), afin d'accélérer la reconstruction de la ville.
La ville s'acquit une triste réputation à l'occasion de la Conférence de Carlsbad, en 1819, conclue entre le chancelier autrichien Metternich et les États de la Confédération germanique : les clauses des décrets de Carlsbad conclus entre les signataires portaient sur la censure de la presse et la répression des manifestations libérales, vivaces dans des pays qui se relevaient d'une guerre de libération contre la France.

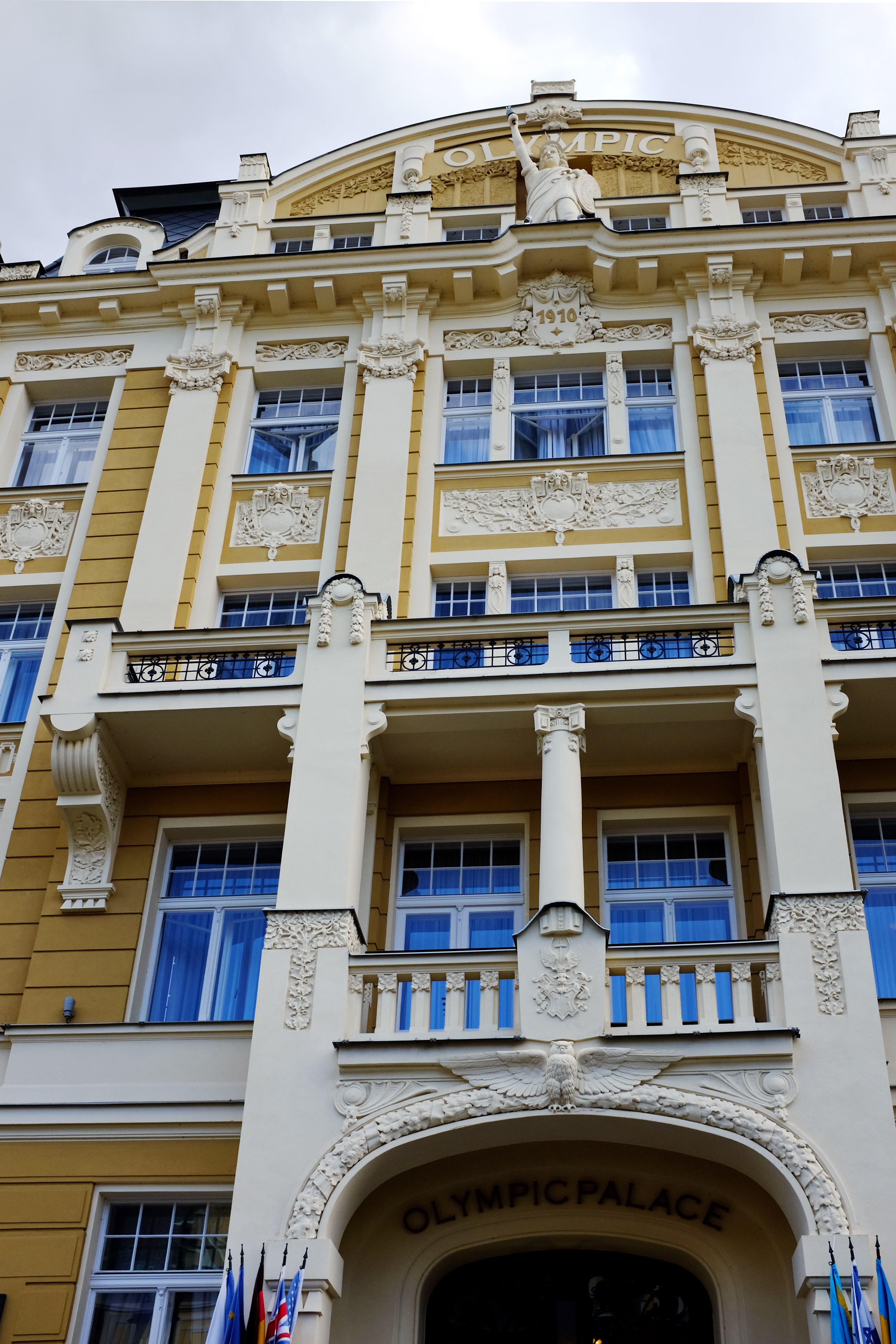
Olympic Palace aujourd'hui exploité comme établissement thermal.

Le thermalisme permit à la ville de prendre enfin son envol. Le nombre de visiteurs passa de 134 familles en 1756 à 26 000 curistes à la fin du XIXe siècle. C'est alors un lieu mondain international, Clemenceau s'y rendant par exemple chaque année. En 1911, ce chiffre était de 71 000. C’est de cette époque dorée que datent la plupart des bâtiments significatifs de la ville tels la colonnade dite « de la source du moulin » conçue par l’architecte Josef Zítek qui avait déjà réalisé le théâtre national de Prague (les architectes Ferdinand Fellner et Hermann Helmer (en) y ont aussi des réalisations), ou encore, le Grandhotel Pupp, une époque marquée également par la présence de nombreux visiteurs russes (Nicolas Gogol et Fiodor Dostoïevski l'évoquent dans leur œuvre) qui firent bâtir une église sur le modèle de la cathédrale Saint-Basile de Moscou.
La Première Guerre mondiale mit brutalement fin au tourisme, crise qui perdura jusqu’à la chute de l’empire austro-hongrois en 1918. Peuplée majoritairement de germanophones, Carlsbad et sa région furent rattachées à la nouvelle Tchécoslovaquie par le Traité de Saint-Germain, ce qui entraîna des troubles entre les populations allemande et tchèque. Le 4 mars 1919, une manifestation allemande se termina par la mort de six Allemands, tués par les soldats tchèques. Cet affrontement larvé entre les communautés ne s’acheva que par l’annexion en 1938 de la région des Sudètes par l’Allemagne nazie et finalement par l’expulsion en 1945 de la majorité de la population germanophone à la suite des décrets Beneš.
Après la Seconde Guerre mondiale, Karlovy Vary retrouva son statut de ville de villégiature, devenant le centre de récréation de la nomenklatura communiste. L’activité thermale reprit ainsi toute l’année. En 1946, fut créé pour la première fois le festival international du film de Karlovy Vary, organisé tous les deux ans.

## Population
Recensements (*) ou estimations de la population :
| 1869*  | 1880*  | 1890*  | 1900*  | 1910*  | 1921*  | 1930*  | 1950*  |
| ------ | ------ | ------ | ------ | ------ | ------ | ------ | ------ |
| 14 185 | 22 318 | 28 629 | 42 653 | 52 808 | 53 112 | 63 506 | 41 136 |

| 1961*  | 1970*  | 1980*  | 1991*  | 2001*  | 2011*  | 2016   | 2017   |
| ------ | ------ | ------ | ------ | ------ | ------ | ------ | ------ |
| 50 034 | 52 310 | 56 992 | 56 054 | 53 358 | 48 639 | 49 326 | 49 046 |

| 2018   | 2019   | 2020   | 2021*  | 2022   | 2023   | 2024   | 2025   |
| ------ | ------ | ------ | ------ | ------ | ------ | ------ | ------ |
| 48 776 | 48 501 | 48 479 | 44 323 | 45 500 | 49 043 | 49 353 | 49 073 |

## Politique et administration
La ville est administrée par un conseil municipal de 35 membres élus pour un mandat de quatre ans. Les dernières élections se sont tenues les 23 et 24 septembre 2022. Le parti ANO 2011 détient 14 sièges et dirige la ville avec d'autres partenaires. Andrea Pfeffer Ferklová est maire depuis 2018.

## Économie

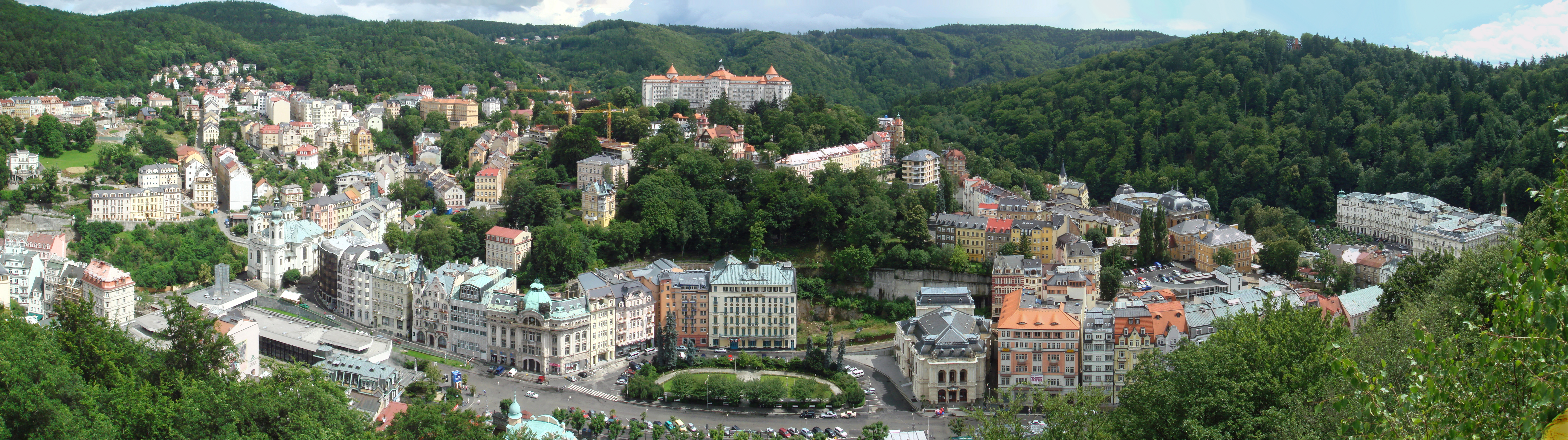

### Station thermale

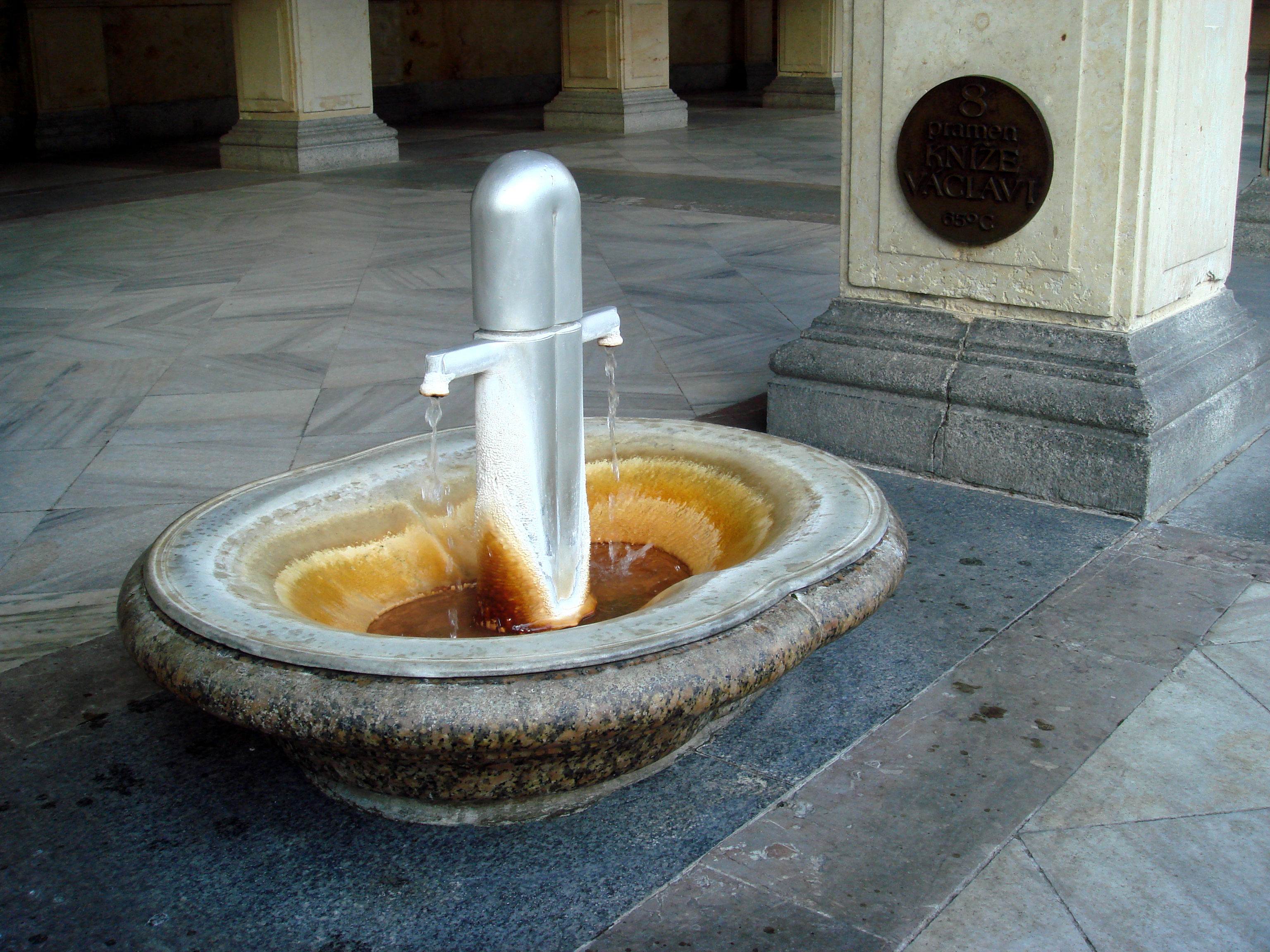
Une fontaine de la Mlýnská kolonáda

Karlovy Vary est une ville d'eaux qui compte de nombreux hôtels pour accueillir les curistes et les festivaliers lors du Festival international du film au début juillet, dont le plus fameux, le Grandhotel Pupp.
Les thermes comprennent une piscine à ciel ouvert, dont l'eau chaude provient naturellement de la source. Il est ainsi possible en hiver de se baigner au chaud devant la neige qui orne les bords de la piscine.
Le Dr David Becher (mort en 1792) a notoirement participé à la modernisation de l'activité thermale de la ville. Elle devient le rendez-vous mondain de la Mitteleuropa au XIXe siècle et début du XXe siècle.
Les sources de la ville sont embouteillées et les eaux minérales de Karlovy Vary (dont la Mattoni qui abreuvait autrefois la cour de l'empereur d'Autriche-Hongrie) sont consommées dans toute la Tchéquie.

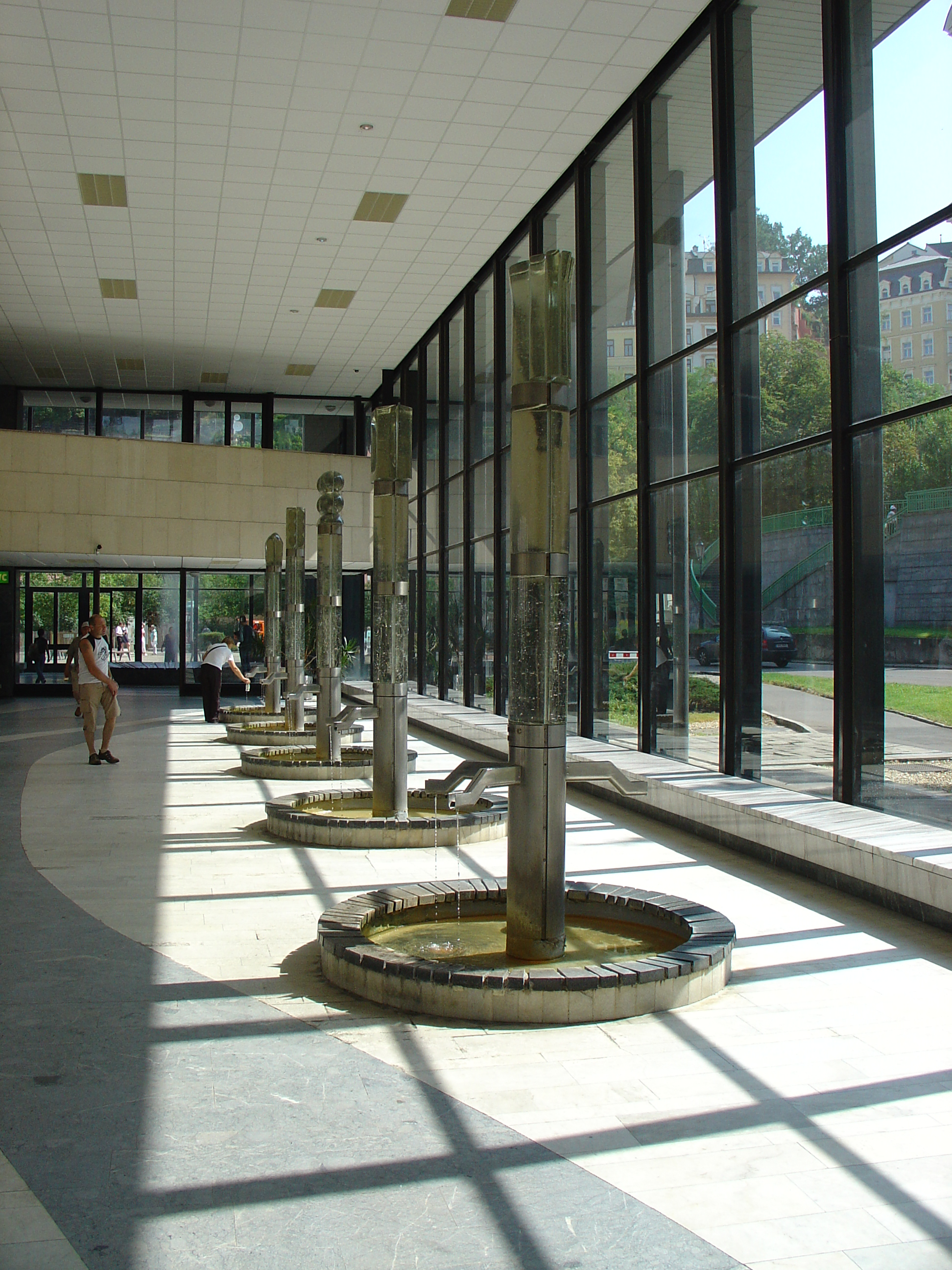
Vřídelní kolonáda
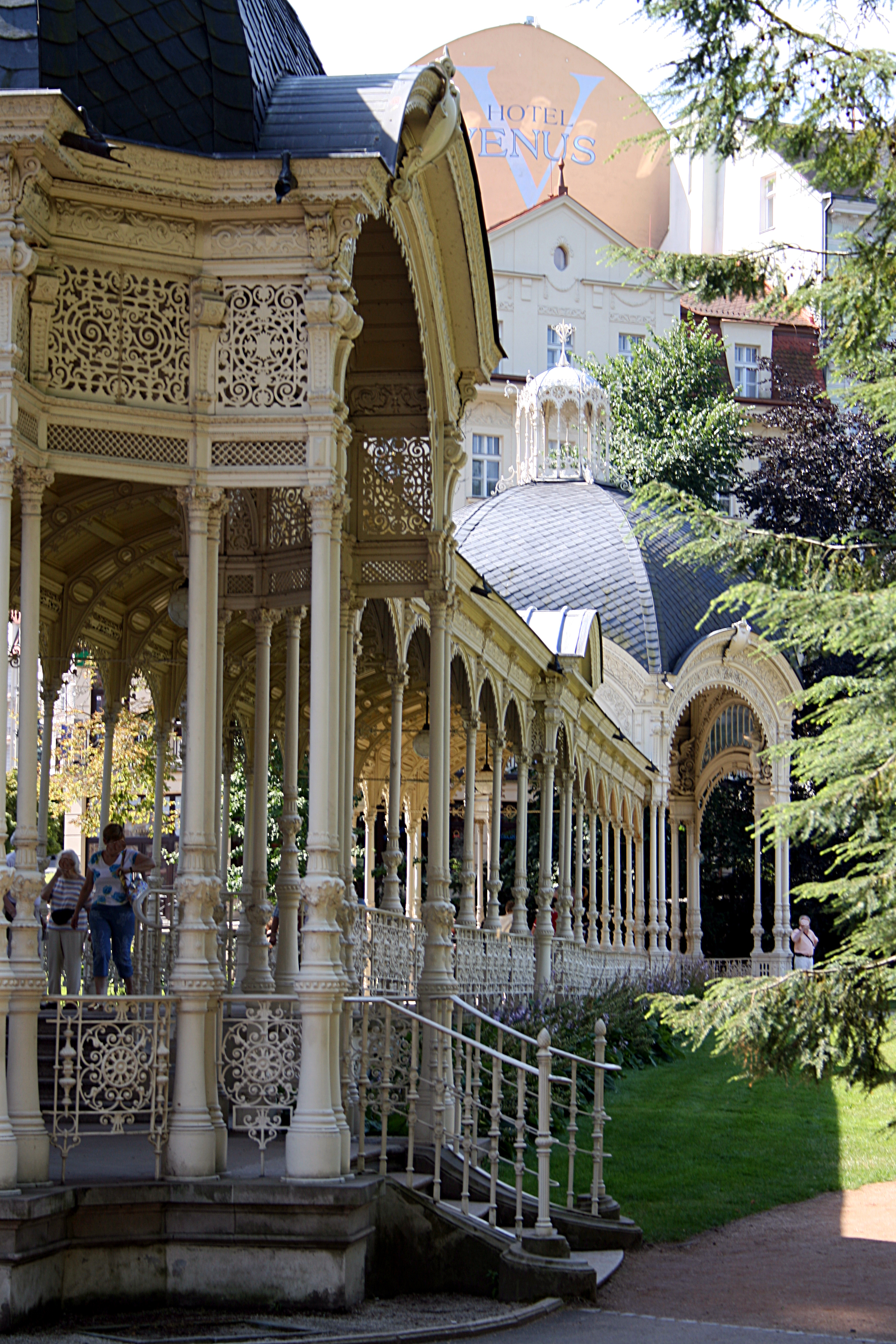
Sadová kolonáda
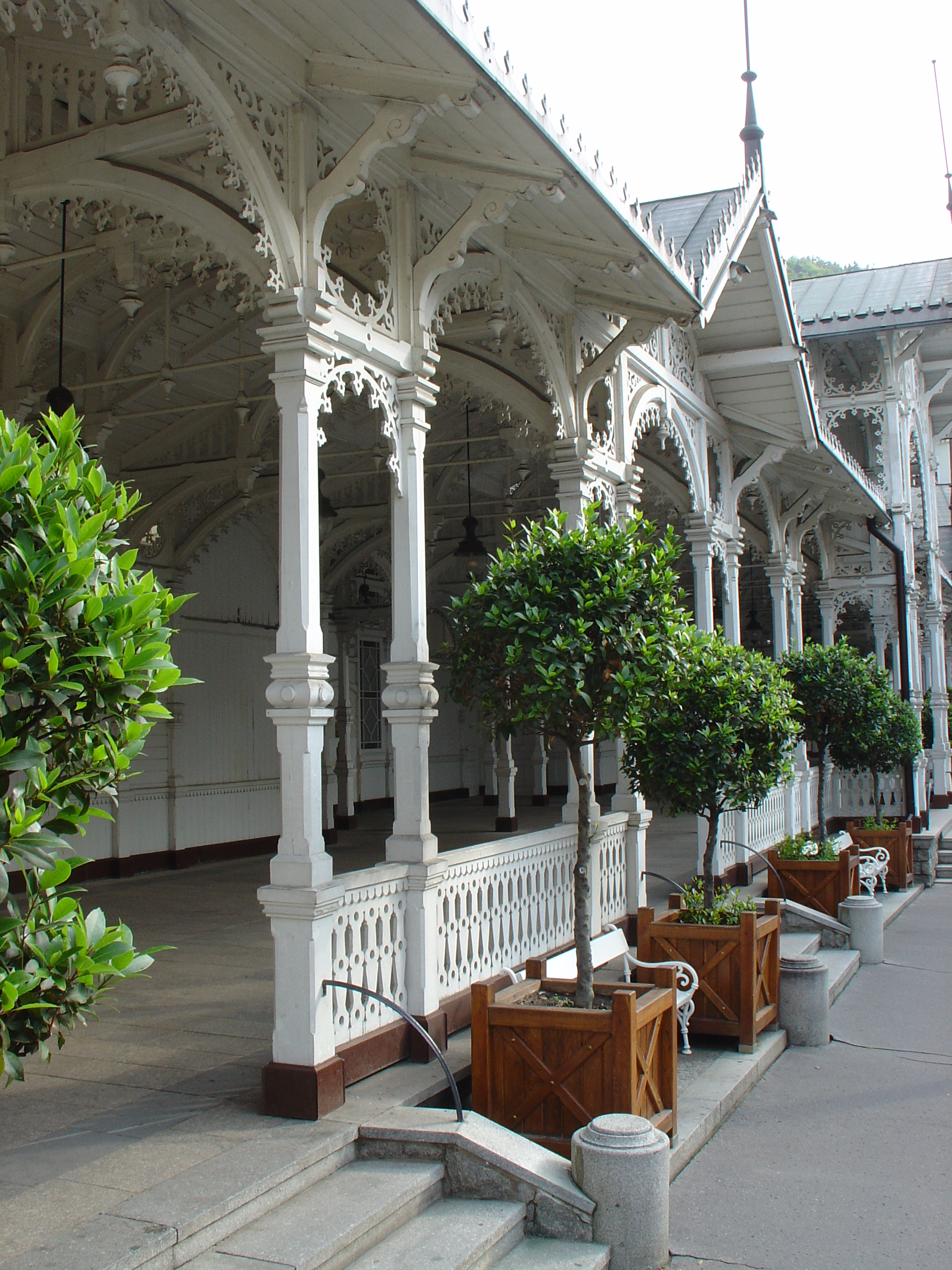
Tržní kolonáda
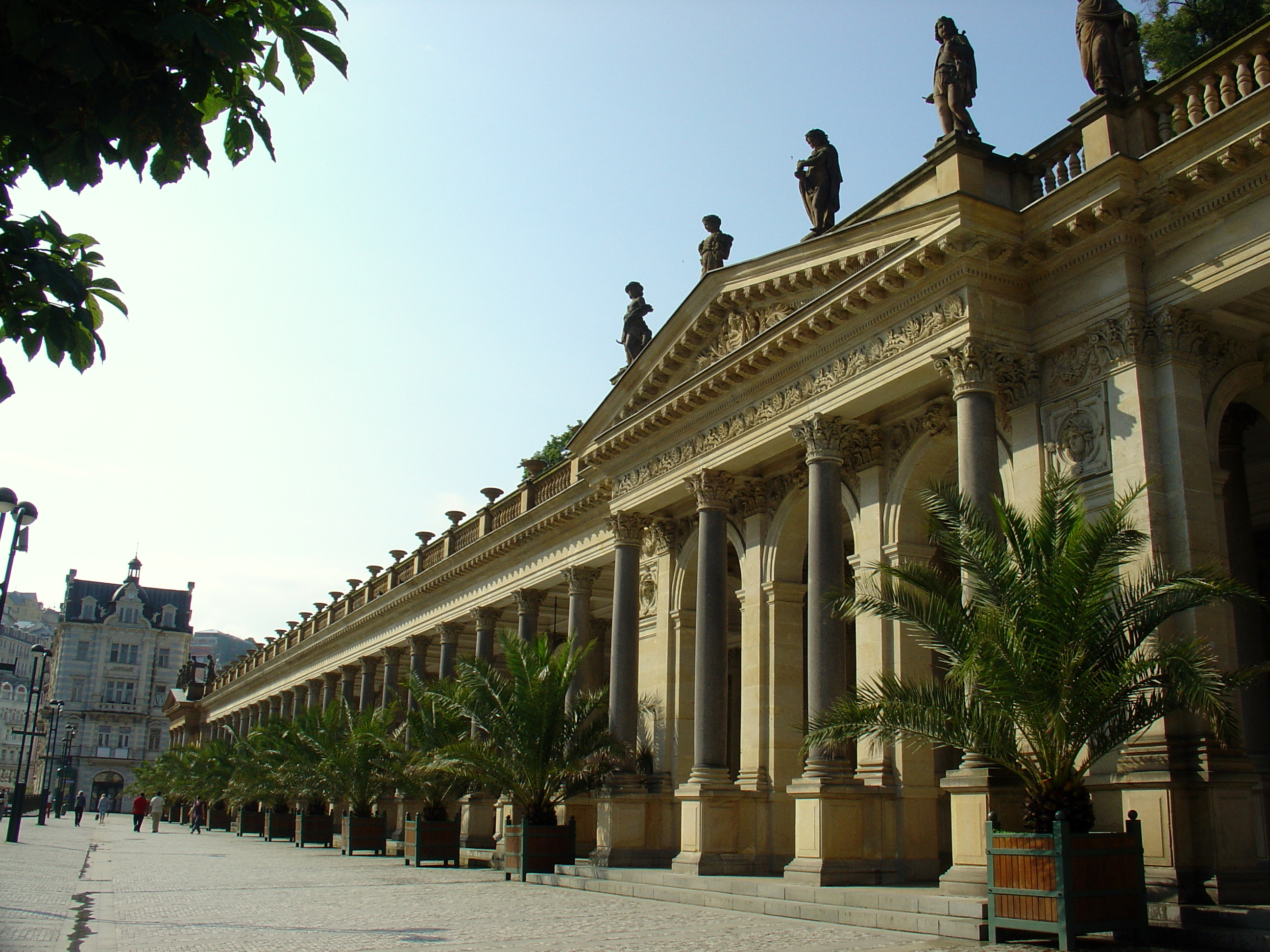
Mlýnská kolonáda

### Verrerie

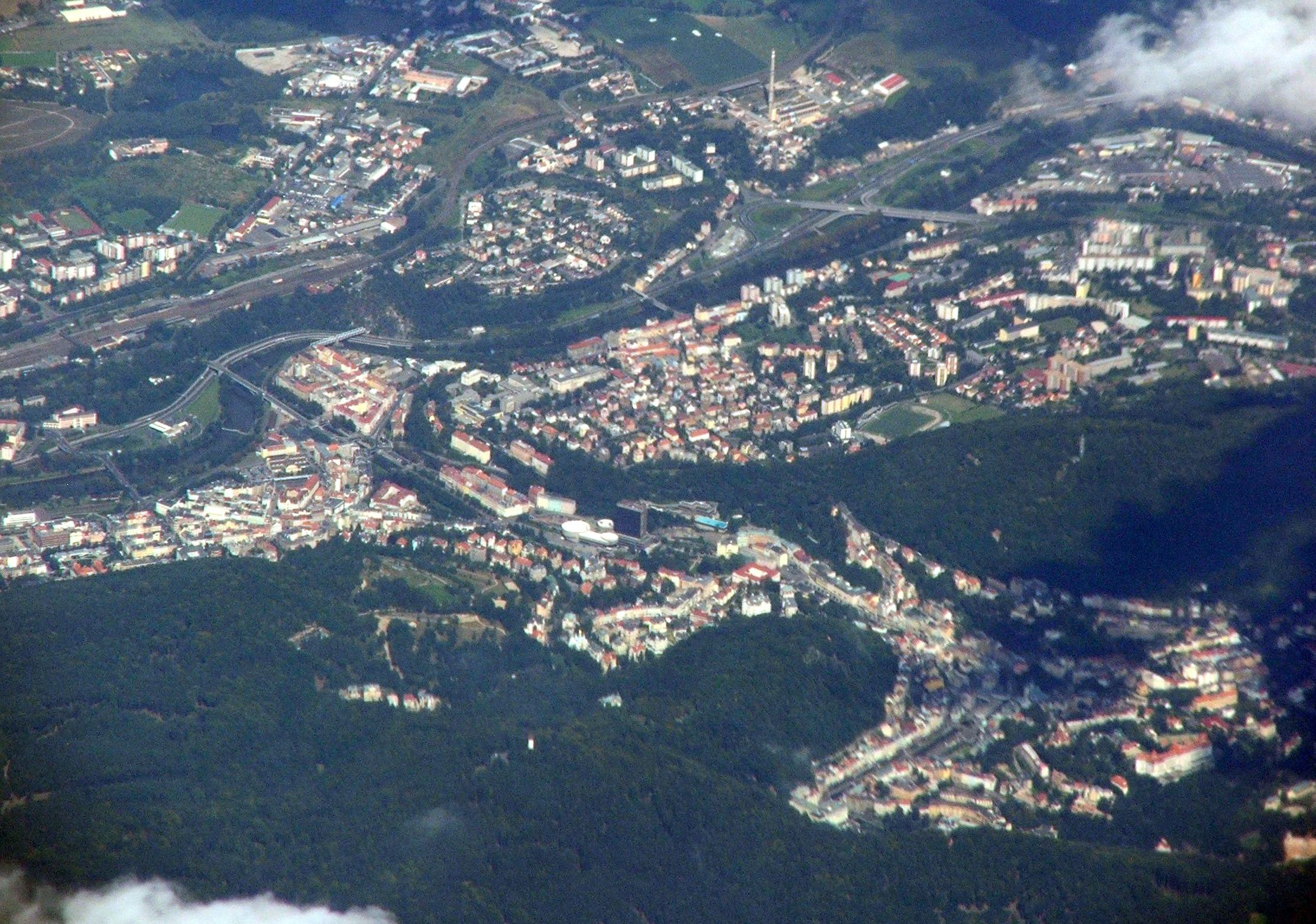
Vue aérienne de Karlovy Vary

La célèbre cristallerie Moser y est implantée.

### Porcelaine
Karlovy Vary est également célèbre pour sa porcelaine au dessin bleu cobalt sur fond blanc et, en particulier, l'usage typique du motif de l'oignon (cibule en tchèque).

### Agro-alimentaire
La célèbre boisson créée par Jan Becher (en), la liqueur Karlovarská Becherovka a récemment été acquise par le groupe Pernod Ricard.

### Cinéma
Les scènes du film de James Bond Casino Royale qui sont censées se dérouler au Monténégro, dans les Balkans, ont en fait été tournées en Bohême, à Karlovy Vary.
Depuis 1946, la ville accueille un festival international.

## Patrimoine
L'UNESCO a inscrit le 24 juillet 2021 Karlovy Vary au patrimoine mondial inclus dans le site « Grandes villes d'eaux d'Europe ». Karlovy Vary se distingue par sa grande concentration de monuments et de bâtiments d’une grande valeur architecturale. L’origine de la plupart d’entre eux est liée à la tradition thermale de la ville.

### Bâtiments thermaux
Le Bain Impérial est le bâtiment thermal le plus important, protégé en tant que monument culturel national. Il a été construit dans le style historiciste de la néo-Renaissance française en 1893-1895. Les Bains Elisabeth, nommés d'après l'impératrice Elisabeth d'Autriche (Sissi), datent eux de 1906. La plus grande colonnade avec cinq sources minérales est la Colonnade du moulin (en tchèque : Mlýnská ; structure pseudo-Renaissance, construite en 1871-1881). La source la plus connue est Vřídlo, située dans la colonnade des sources chaudes (Vřídelní ; construite dans le style fonctionnaliste en 1975). La source jaillit dans un geyser jusqu’à 12 m de haut. D’autres colonnades de la ville sont la Colonnade du parc (Sadová ; structure architecturale en fonte construite en 1880-1881 par Fellner & Helmer), la colonnade du marché (Tržní ; une structure en bois, construite dans le style suisse en 1882-1883 par Fellner & Helmer) et la colonnade du château (Zámecká ; construite dans le style Art nouveau en 1910-1912 par Friedrich Ohmann). L'Institut thermal militaire est un imposant bâtiment néo-classique construit au milieu du XIXe siècle pour les besoins de l'armée autrichienne.

### Hôtels
- Grandhotel Pupp, ouvert en 1701
- Hotel Imperial (1912)
- Bristol Palace (1891)
- Hotel Savoy Westend et son annexe, la Villa Cléopâtre
- Parkhotel Richmond, construit dans les années 1850 avec son parc
- Maison Olympic Palace (1910), de style Art Nouveau

### Églises
L’église la plus précieuse est l’église Sainte-Marie-Madeleine. Il s’agit d’une église catholique, construite dans le style baroque entre 1732 et 1736 sur le site d’une ancienne église gothique de la seconde moitié du XIVe siècle. Construite sur les plans de Kilian Ignaz Dientzenhofer, elle fait partie des bâtiments les plus importants du baroque tchèque et est protégée comme monument culturel national.
Parmi les bâtiments les plus célèbres de la ville se trouve l’église orthodoxe des saints-Pierre-et-Paul. Elle a été construite dans le style russe entre 1893 et 1897. C’est la plus grande église orthodoxe à l’ouest des États post-soviétiques.
L’église Saint-André a été construite dans le style gothique tardif vers 1500, reconstruite dans le style Empire en 1840-1841. Un cimetière a été créé à côté de l’église pour les clients étrangers de la station thermale décédés à Karlovy Vary. En 1911, le cimetière a été converti en parc, connu sous le nom de parc Mozart, avec de nombreuses pierres tombales néoclassiques. Depuis 2005, il appartient à l’Église gréco-catholique.
L’église Sainte-Anne a été construite dans le style baroque en 1738-1749 sur le site d’une ancienne église. Il s’agit d’une église de pèlerinage, à la construction de laquelle K. I. Dientzenhofer a participé.
L’église Saints-Pierre-et-Paul est une église néo-gothique, construite en 1854-1856 et reconstruite en 1893-1894. Depuis 1946, elle appartient à l’Église hussite tchécoslovaque.
L’église Saint-Luc est une église méthodiste néo-gothique à deux nefs, construite en 1876-1877 avec le soutien financier des curistes anglais. Aujourd’hui, elle n’a plus de vocation religieuse et abrite un musée de cire.

### Autres
On peut citer notamment :
- Plusieurs belvédères ou points de vue : Belvédère de Charles IV (1877), Belvédère de Goethe (1889), Belvédère de Diana (1914).
- Le marché couvert, bâtiment Art Nouveau.
- L'Hôtel de ville, de style néo-Renaissance nordique (1893).
- Le Théâtre Municipal (1886).
- La Colonne du Jubilé avec la statue de Charles IV (1858).

## Climat
| Mois                                  | jan.       | fév.       | mars       | avril      | mai       | juin      | jui.      | août      | sep.      | oct.      | nov.       | déc.      | année      |
| ------------------------------------- | ---------- | ---------- | ---------- | ---------- | --------- | --------- | --------- | --------- | --------- | --------- | ---------- | --------- | ---------- |
| Température minimale moyenne (°C)     | −3,9       | −3,8       | −1,1       | 2,2        | 6,4       | 9,6       | 11,5      | 10,9      | 7,3       | 4         | 0,5        | −2,6      | 3,4        |
| Température moyenne (°C)              | −1,8       | −0,8       | 2,8        | 7,4        | 11,7      | 15,1      | 17        | 16,9      | 12,4      | 7,6       | 2,6        | −0,9      | 7,5        |
| Température maximale moyenne (°C)     | 0,5        | 2,3        | 6,7        | 12,7       | 17,2      | 20,6      | 22,6      | 21,8      | 16,8      | 11        | 4,8        | 1,1       | 11,5       |
| Record de froid (°C) date du record   | −20,1 2017 | −22,6 2012 | −16,7 2005 | −11,1 2003 | −4,9 2011 | −0,2 2006 | 3,1 2020  | 1,5 1993  | −2,8 2018 | −9,5 1997 | −12,7 1993 | −21 1996  | −22,6 2012 |
| Record de chaleur (°C) date du record | 14,2 1991  | 16,4 2021  | 21,3 2021  | 27,5 2012  | 31 2005   | 34,5 2019 | 34,7 2007 | 35,8 2012 | 29,3 2015 | 23,8 2004 | 17 2010    | 13,1 1989 | 35,8 2012  |
| Précipitations (mm)                   | 54,6       | 51,7       | 55,5       | 70,2       | 117,2     | 146,9     | 151,6     | 155,8     | 118       | 88,1      | 58,6       | 48,2      | 1 116,6    |
| Nombre de jours avec précipitations   | 11,7       | 10,1       | 11,8       | 11,4       | 14,3      | 14,7      | 15,1      | 13,6      | 12        | 12,8      | 11,8       | 11,9      | 151,2      |

| Diagramme climatique                                  |             |             |             |              |              |               |               |            |         |            |             |
| J                                                     | F           | M           | A           | M            | J            | J             | A             | S          | O       | N          | D           |
| 0,5−3,954,6                                           | 2,3−3,851,7 | 6,7−1,155,5 | 12,72,270,2 | 17,26,4117,2 | 20,69,6146,9 | 22,611,5151,6 | 21,810,9155,8 | 16,87,3118 | 11488,1 | 4,80,558,6 | 1,1−2,648,2 |
| Moyennes : • Temp. maxi et mini °C • Précipitation mm |             |             |             |              |              |               |               |            |         |            |             |

## Personnalités liées à la ville

### Habitants
- Maria Austria, photographe

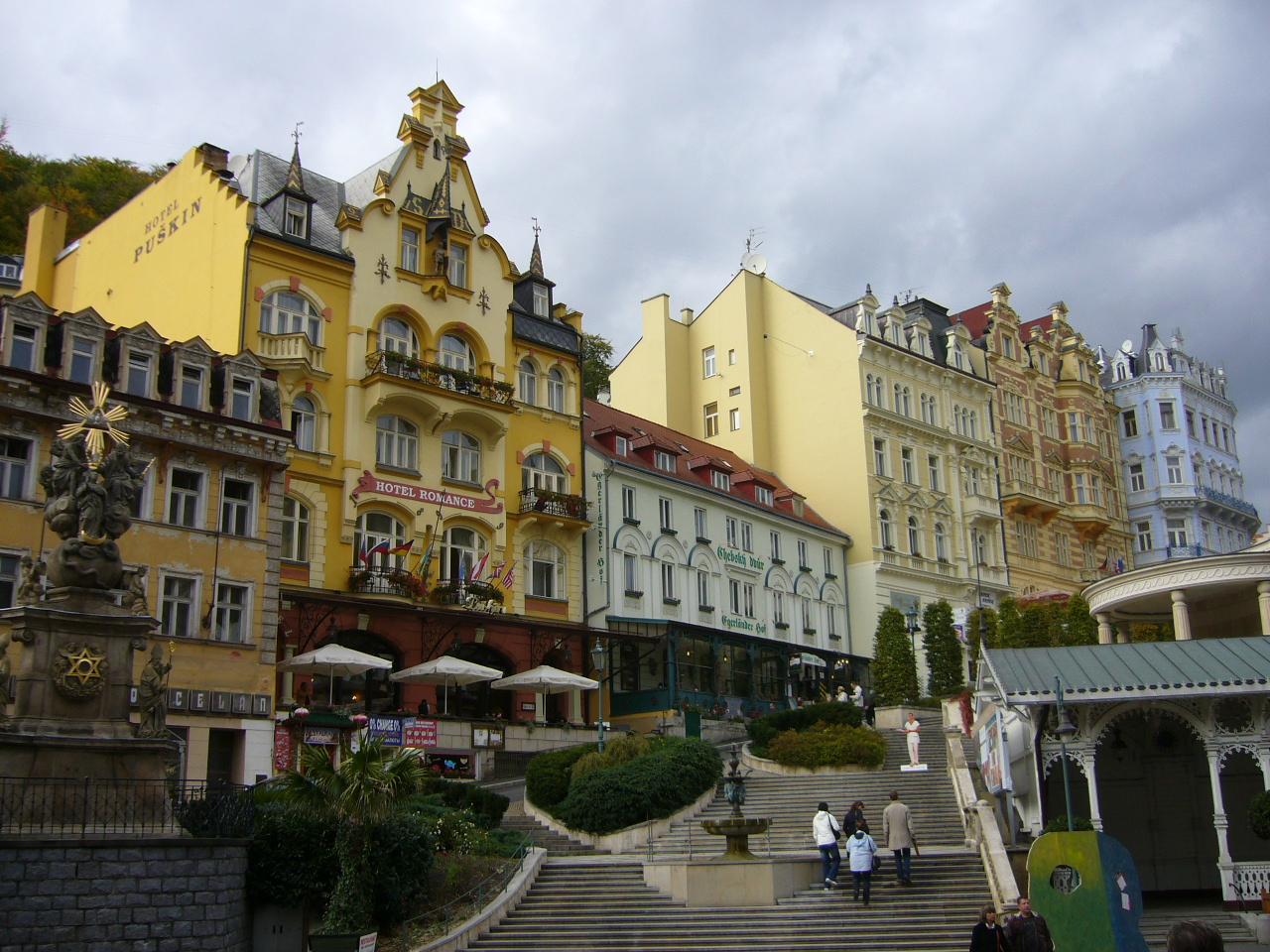
Vue sur les hôtels de Tržiště.

- František Běhounek, scientifique et romancier
- Lisbeth Birman-Oestreicher, artiste textile
- Karl Hermann Frank, officier nazi
- Walter Kaufmann, compositeur
- August Labitzky (en), compositeur
- Johann Josef Loschmidt, scientifique
- August Pfizmaier (de), orientaliste
- Marie-Christine von Reibnitz, épouse du prince Michael de Kent
- Walter Serner, dadaïste
- Hana Soukupová (en), supermodèle
- Karin Stoiber (de), première dame de Bavière de 1993 à 2007
- Tomáš Vokoun, joueur de hockey
- Carl Weidl-Raymon (ja), défenseur de l'unification européenne
- Ruth Fayon, survivante de la Shoah et autrice de Auschwitz en héritage
- Karla Šlechtová, personnalité politique

### Visiteurs célèbres

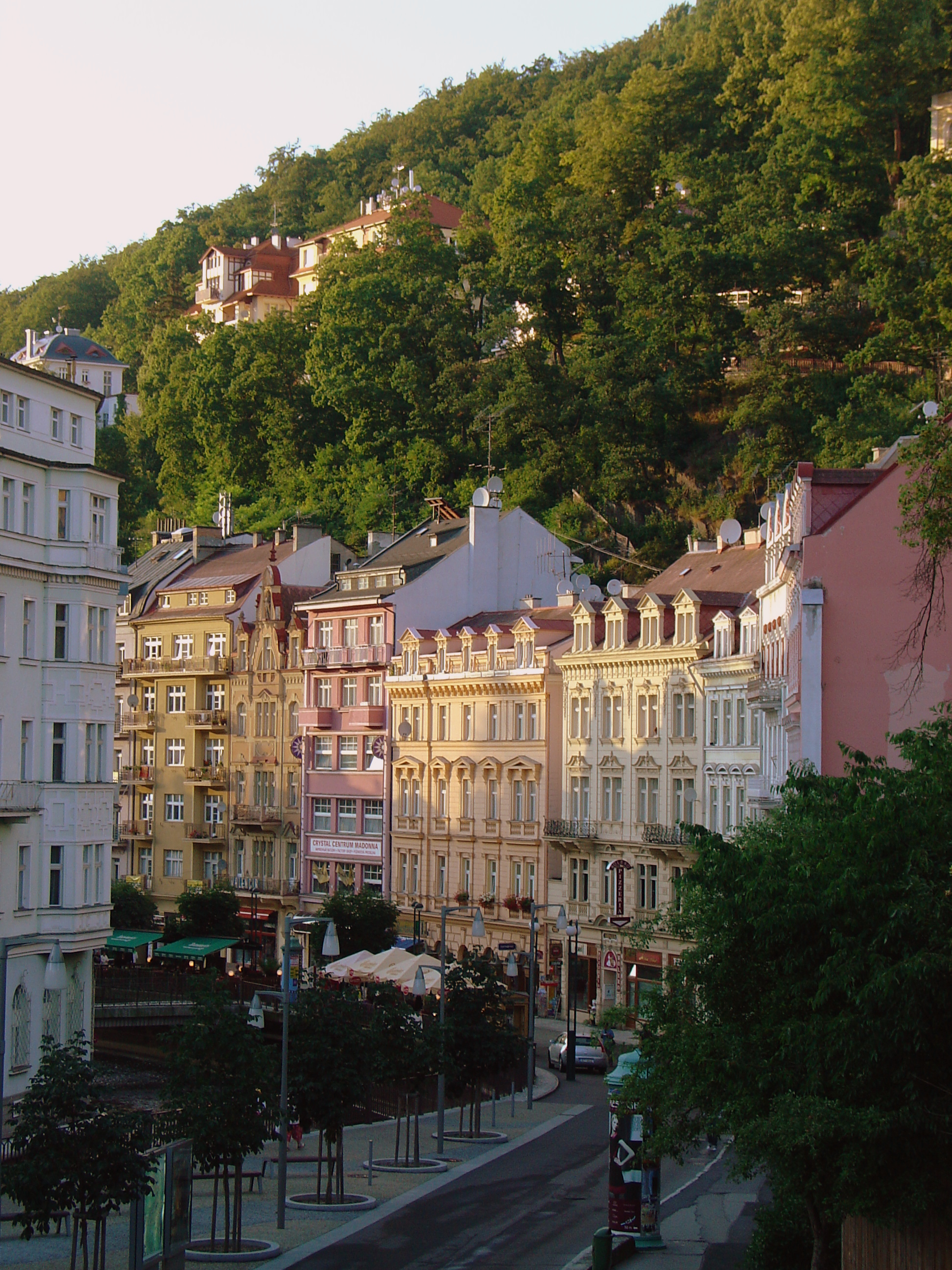
Rue Láženská.

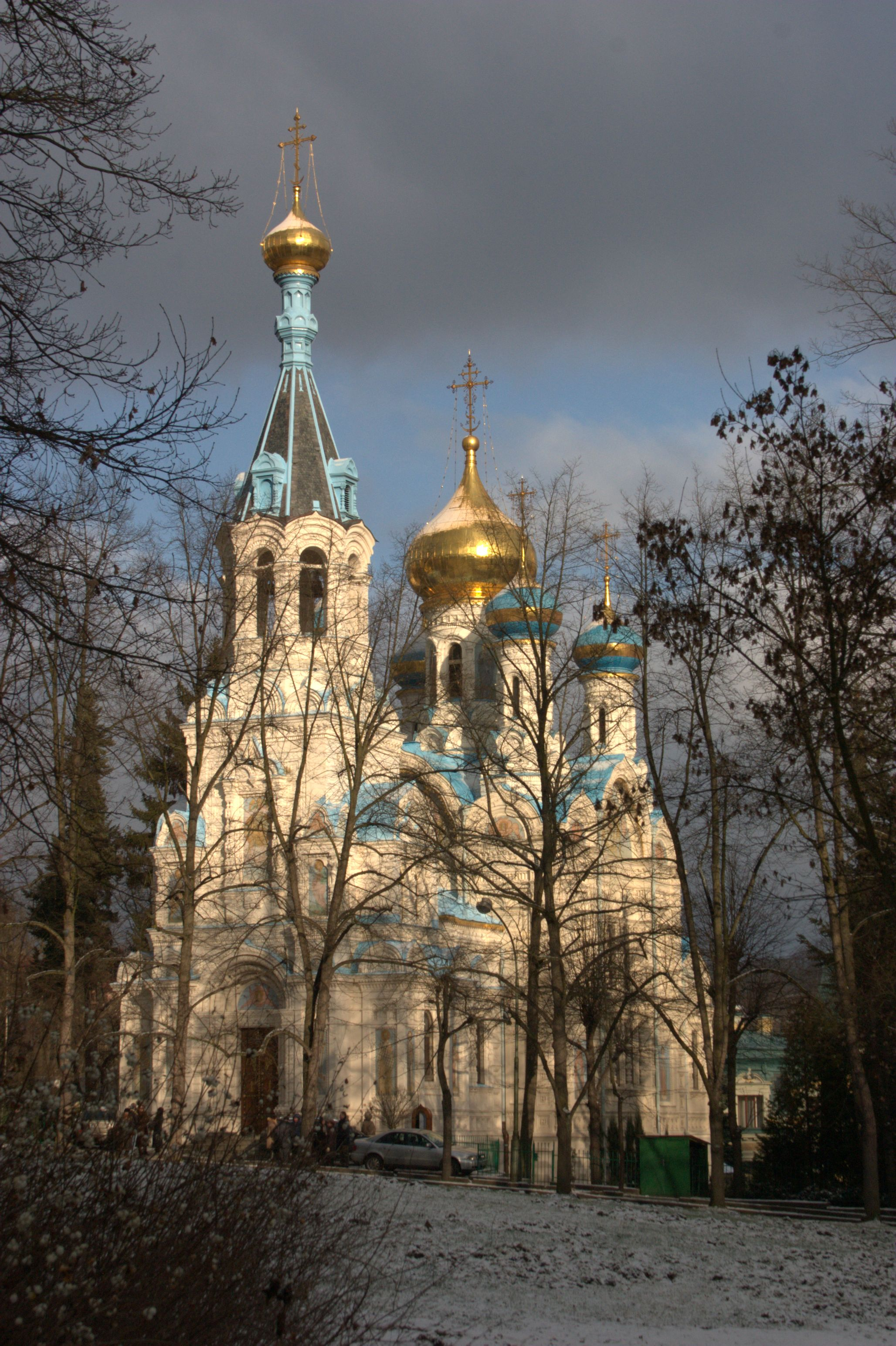
Église russe de Karlovy Vary.

- Albrecht von Wallenstein, condottiere tchèque
- Gottfried Wilhelm Leibniz, philosophe allemand
- Jean-Sébastien Bach, compositeur allemand
- Pierre le Grand, tsar de toutes les Russies
- Charles VI, empereur du Saint-Empire
- Joseph II, empereur du Saint Empire
- Friedrich Schiller, poète allemand
- Johann Wolfgang von Goethe, écrivain allemand, a habité la maison “Zu den Drei Mohren”. Il a visité Karlovy Vary 13 fois au total[16].
- Ulrike von Levetzow - L'amour passionné et non partagé de von Goethe. À Karlovy Vary, elle refuse sa demande en mariage[16].
- Nicolas et Justyna Chopin
- Frédéric Chopin, compositeur polonais
- Karl Marx, philosophe allemand
- Franz Liszt, compositeur hongrois
- Johannes Brahms, compositeur allemand, puis autrichien
- Antonin Dvořák, compositeur tchèque
- Georges Clemenceau, républicain radical français
- Sigmund Freud, psychanalyste
- Edvard Grieg, compositeur norvégien
- Richard Wagner, compositeur allemand
- Mustafa Kemal Atatürk, fondateur de la Turquie moderne
- Madeleine Albright, diplomate américaine d'origine tchèque
- Franz Xaver Wolfgang Mozart, fils de Wolfgang Amadeus Mozart, y est décédé.